# Magliano Alfieri
Magliano Alpi là một đô thị tại tỉnh Cuneo trong vùng Piedmont của Italia, vị trí cách khoảng 70 km về phía nam của Torino và khoảng 20 km về phía đông bắc của Cuneo. Tại thời điểm ngày 31 tháng 12 năm 2004, đô thị này có dân số 2.145 người và diện tích 32,6 km².
Magliano Alpi giáp các đô thị: Bene Vagienna, Carrù, Frabosa Soprana, Frabosa Sottana, Mondovì, Ormea, Rocca de' Baldi, Roccaforte Mondovì, Sant'Albano Stura và Trinità.